# Kaos (dokumentarfilm)
 For alternative betydninger, se Kaos. (Se også artikler, som begynder med Kaos)
Kaos er en dansk propagandafilm fra 1944 instrueret af Ejnar Krenchel efter eget manuskript.

## Handling
I antimilitarist og pacifist Ejnar Krenchels antisabotagefilm vises autentiske optagelser af sabotørernes ødelæggelser modstillet scener af fordums danske landidyl. Der indgår også rekonstruerede scener, hvor sabotører fremstilles som Al Capone-lignende gangstere.
Før den 29. august 1943 havde regeringen ved flere lejligheder opfordret befolkningen til at afholde sig fra sabotage og til at melde sabotørerne. Efter 29. august påtog overretssagfører Ejnar Krenchel sig på eget initiativ denne opgave. Udover at lave filmen, som blev produceret i Norge, holdt han også en række radioforedrag mod sabotagen og udgav sine foredrag i pjecer i oplag på op til 40.000 eksemplarer.